# Klaus-Detlef Müller (Germanist)
Klaus-Detlef Müller (* 16. August 1938 in Halle an der Saale) ist ein deutscher Germanist.

## Leben
Klaus-Detlef Müller studierte Germanistik, Romanistik und Philosophie an den Universitäten Köln, Tübingen und Besançon, wo er 1965/66 als Lektor für deutsche Sprache und Literatur arbeitete. 1966 promovierte er an der Eberhard Karls Universität Tübingen und war bis 1975 als wissenschaftlicher Assistent am Deutschen Seminar dieser Universität tätig. Nach seiner Habilitation 1975 in Tübingen wurde er im gleichen Jahr Professor an der Christian-Albrechts-Universität zu Kiel. Im Jahre 1987 wurde er als ordentlicher Professor für Neuere deutsche Literaturwissenschaft an die Universität Tübingen berufen, wo er bis 2003 tätig war.

## Schriften (Auswahl)
- Die Funktion der Geschichte im Werk Bertolt Brechts (= Studien zur deutschen Literatur, Bd. 7). Niemeyer, Tübingen 1967 (Dissertation Universität Tübingen, 2. Aufl. 1972).

- Autobiographie und Roman. Studien zur literarischen Autobiographie der Goethezeit (= Studien zur deutschen Literatur, Bd. 46). Niemeyer, Tübingen 1976, ISBN 3-484-18041-2 (Habilitation Universität Tübingen).

- Brecht-Kommentar zur erzählenden Prosa. München 1980, ISBN 3-538-07029-6.
- als Herausgeber mit Gerhard Pasternack und Wulf Segebrecht: Geschichtlichkeit und Aktualität. Studien zur deutschen Literatur seit der Romantik. Festschrift für Hans-Joachim Mähl zum 65. Geburtstag. Tübingen 1988, ISBN 3-484-10613-1.
- Franz Kafka. Romane. Berlin 2007, ISBN 3-503-09813-5.
- Bertolt Brecht. Epoche, Werk, Wirkung. München 2009, ISBN 978-3-406-59148-8.